# Piteglio
Piteglio est une ancienne commune de la province de Pistoia dans la région toscane en Italie.  Elle a fusionné le 1er janvier 2017 avec la commune de San Marcello Pistoiese pour former la commune de San Marcello Piteglio.

## Géographie

Localisation de la commune de Piteglio à l'intérieur de la province de Pistoia

## Administration
| Période                                  | Période  | Identité        | Étiquette    | Qualité |
| ---------------------------------------- | -------- | --------------- | ------------ | ------- |
| 08/06/2009                               | En cours | Claudio Gaggini | Lista civica |         |
| Les données manquantes sont à compléter. |          |                 |              |         |

### Communes limitrophes
Bagni di Lucca, Cutigliano, Marliana, Pescia, Pistoia, San Marcello Pistoiese

### Jumelages
- Saône (Doubs) (France)
- Lagouira (Sahara occidental)[réf. nécessaire]